# Aloe torrei
Aloe torrei é uma espécie de liliopsida do gênero Aloe, pertencente à família Asphodelaceae.